# Dolenje Gradišče pri Šentjerneju
Dolenje Gradišče pri Šentjerneju je naselje v Občini Šentjernej.